# Municipio de Victor (Minnesota)
El municipio de Victor (en inglés: Victor Township) es un municipio ubicado en el condado de Wright en el estado estadounidense de Minnesota. En el año 2010 tenía una población de 1032 habitantes y una densidad poblacional de 11,66 personas por km².

## Geografía
El municipio de Victor se encuentra ubicado en las coordenadas 45°0′27″N 94°4′53″O / 45.00750, -94.08139. Según la Oficina del Censo de los Estados Unidos, el municipio tiene una superficie total de 88.48 km², de la cual 83,51 km² corresponden a tierra firme y (5,62 %) 4,97 km² es agua.

## Demografía
Según el censo de 2010, había 1032 personas residiendo en el municipio de Victor. La densidad de población era de 11,66 hab./km². De los 1032 habitantes, el municipio de Victor estaba compuesto por el 98,93 % blancos, el 0,29 % eran afroamericanos, el 0,1 % eran amerindios, el 0,39 % eran asiáticos, el 0,19 % eran de otras razas y el 0,1 % eran de una mezcla de razas. Del total de la población el 1,07 % eran hispanos o latinos de cualquier raza.